# Bird Island (Southland)
Bird Island ist eine Insel in der Foveaux Strait zwischen Stewart Island der Südinsel von Neuseeland.

## Geographie
Die 50 m hohe Insel befindet sich rund 3,3 km westlich von Ruapuke Island und rund 23,5 km ostnordöstlich von Stewart Island. Bluff, im Süden der Südinsel liegt rund 18 km nordnordwestlich der Insel. Bird Island besitzt eine Flächenausdehnung von rund 22 Hektar und misst in seiner Nordwest-Südost-Ausdehnung rund 775 m. Die breiteste Stelle der Insel kommt auf rund 450 m in Südwest-Nordost-Richtung.